# Daniel Keatings
Daniel Ryan Keatings (Kettering, 4 gennaio 1990) è un ginnasta britannico.

## Palmarès

### Mondiali
- 1 medaglia:
  - 1 argento (Londra 2009 nell'all-around)

### Europei
- 7 medaglie:
  - 2 ori (Birmingham 2010 nel cavallo con maniglie; Mosca 2013 nel cavallo con maniglie)
  - 4 argenti (Amsterdam 2007 nel cavallo con maniglie; Milano 2009 nell'all-around; Birmingham 2010 a squadre; Sofia 2014 a squadre)
  - 1 bronzo (Milano 2009 nel cavallo con maniglie)

### Giochi del Commonwealth
- 3 medaglie:
  - 1 oro (Glasgow 2014 nel cavallo con maniglie)
  - 2 argenti (Glasgow 2014 a squadre; Glasgow 2014 nell'all-around)

### Campionati dell'Europa settentrionale
- 2 medaglie:
  - 2 argenti (Lisburn 2013 a squadre; Lisburn 2013 nel cavallo con maniglie)